# Luis S. Ugarte
Luis Severo Ugarte Ronceros (22. října 1876 Lima – 16. prosince 1948) byl peruánský fotograf, který provozoval svůj fotografický ateliér ve městě Lima.

## Životopis
Ugarte se narodil v Limě jako syn Luise Ugarte a Trinidad Ronceros. Po smrti matky v roce 1878 byl vychováván svou tetou Mónicou Ugarte. Studoval na školách Vásquez a Inmaculada. Od roku 1887 navštěvoval kurzy kreslení u sochaře Ricarda Suáreze v Národní knihovně Peru. V roce 1891 získal první cenu v soutěži Concha za olejomalbu Un mosquetero.
Podle některých zdrojů Ugarte nastoupil do ateliéru Eugenia Courreta v roce 1895, kde se školil ve fotografii a kolorování fotografií. Jiný zdroj však uvádí, že se jeho působení ve studiu Courret datuje už od roku 1892.
později přešel do studia Garreaud. V roce 1915 otevřel vlastní „ateliér fotografie a malby“ na ulici Mercaderes 426 v Limě, kde nabízel portréty olejem a „zvětšeniny na křídě“.
Ugarte byl průkopníkem v oblasti fotoreportáže v Peru. Pro deník El Comercio vytvořil první fotogravuru z ceremoniálu, který se konal den předtím – poctu Sáenz Peñovi v divadle Politeama. V roce 1916 zavedl v Limě „animovanou fotografii“, vědecký postup, díky němuž tvář osoby získávala své obvyklé výrazy.
Téhož roku mu Městská rada Limy udělila stříbrnou medaili za jeho uměleckou a fotografickou práci. V roce 1919 mu Akademie fyzikálně-chemická v Palermu (Itálie) udělila první třídu medaile a čestný diplom za uměleckou fotografii.
V roce 1922 zřídil ve svém ateliéru filmovou sekci. V červenci 1940 vystavoval šest portrétů na IV. fotografickém salonu Fotoklubu Chile v Santiagu.
Ugarte zemřel 16. prosince 1948 v Limě.

## Sbírky
V 80. letech 20. století jeho potomci darovali část jeho archivu Národní knihovně Peru k úschově.